# John Nelson Abrams
John Nelson Abrams, ameriški general in vojaški analitik, * 3. september 1946, Cumberland, Maine, ZDA † 20. avgust 2018.
Njegov oče je bil Creighton Williams Abrams mlajši, bivši Načelnik Generalštaba Kopenske vojske ZDA.